# 郑场镇 (仙桃市)
郑场镇，是中华人民共和国湖北省仙桃市下辖的一个乡镇级行政单位。

## 行政区划
郑场镇下辖以下地区：
大友社区、马王村、潘阳村、黄家村、卢庙村、马垸村、络绎村、韩岭村、连渔村、渔泛村、茅湖村、天门村、游潭村、永兴村、香铺村、河岭村、郑场村、花园村、贾窑村、施家村、王滩村、同兴村、徐鸳村、官庙村、普庆村、田垸村、潭口村、朱垸村和蒋河村。